# Luis Miguel Cárcel
Luis Miguel Cárcel Cárcel (n. El Rebollar, Requena, Comunidad Valenciana, 1966) es un político, investigador, profesor universitario, escritor, conferenciante e ingeniero español.
Doctor en Ingeniería Agrónoma por la Universidad de Valladolid. Dentro del Campus de la Yutera en Palencia de esta misma universidad, ha desarrollado la mayor parte de su carrera profesional, ejerciendo como profesor titular de diferentes asignaturas, secretario y vicerrector.
Cabe destacar que dentro del ámbito científico tanto a nivel nacional como internacional, ha impartido cursos enseñando su labor investigadora, ha sido ponente en numerosas conferencias, ha lanzado sus propios artículos científicos, ha participado en el desarrollo de numerosos libros, material didáctico y ha escrito para prestigiosas revistas.
En enero de 2012 entró en política de manera independiente al ser elegido como Subdelegado del Gobierno de España en la provincia de Palencia. Como su intención era la de regresar a la enseñanza a los pocos años, en junio de 2018 acabó dejando este cargo. A pesar de ello, al año siguiente regresó al panorama político, pero esta vez de la mano del Partido Popular como candidato en las listas a las Elecciones municipales de 2019 en Palencia. Finalmente tras estos comicios, ha pasado a formar parte de la corporación municipal como nuevo Segundo Teniente de Alcalde y Concejal Delegado de Hacienda y Contratación del consistorio palentino.

## Primeros años y formación

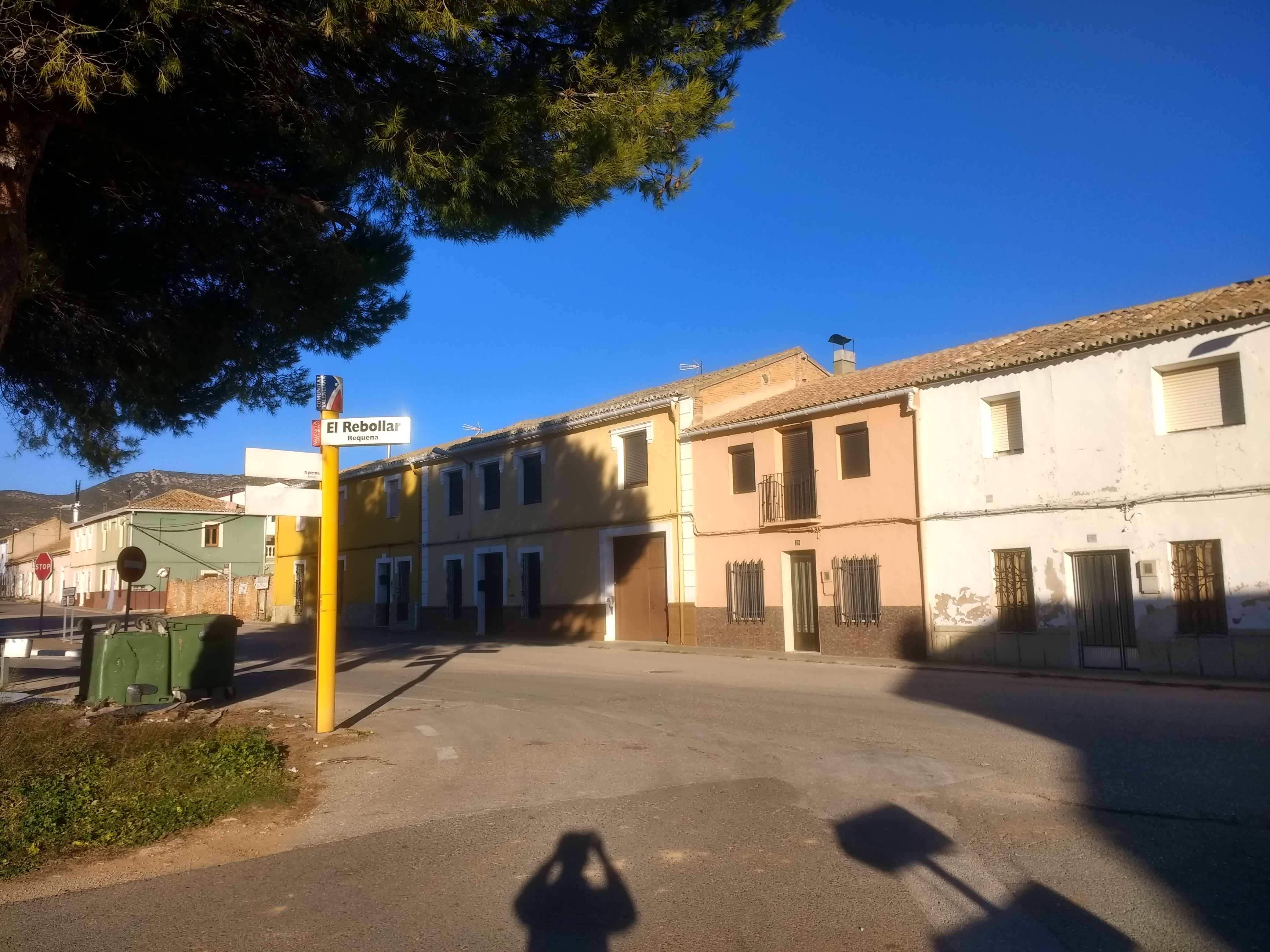
Su aldea de nacimiento.

Nació en el año 1966 en la pedanía valenciana de El Rebollar, la cual es perteneciente al municipio de Requena. Proviene de una familia dedicada a la agricultura. Su padre trabajaba en el campo y su madre era ama de casa. 
Cuando él tenía entre 7 u 8 años se mudó junto a sus padres hacía Requena para así poder cursar sus estudios de primaria y posteriormente los de secundaria y  bachillerato por el Instituto IES Número 1.
Cuando concluyó sus estudios en el instituto, inspirado por toda la labor agrícola que ha sido la profesión de su familia, paraje y la mayor fuente de ingresos en su tierra natal y por todas las veces que él estuvo ayudando a su padre a trabajar en el campo, decidió ponerse a estudiar por pura vocación la carrera de Ingeniería Agronómica en la Universidad Politécnica de Valencia (UPV).
Realizó su servicio militar dentro de la Armada Española. Primeramente en el Arsenal de Cartagena y seguidamente fue trasladado a Madrid.
Seguidamente al licenciarse, acabó convirtiéndose en Doctor Ingeniero Agrónomo con la especialidad de Industrias Agrarias por la Universidad de Valladolid (UVA).

## Carrera profesional

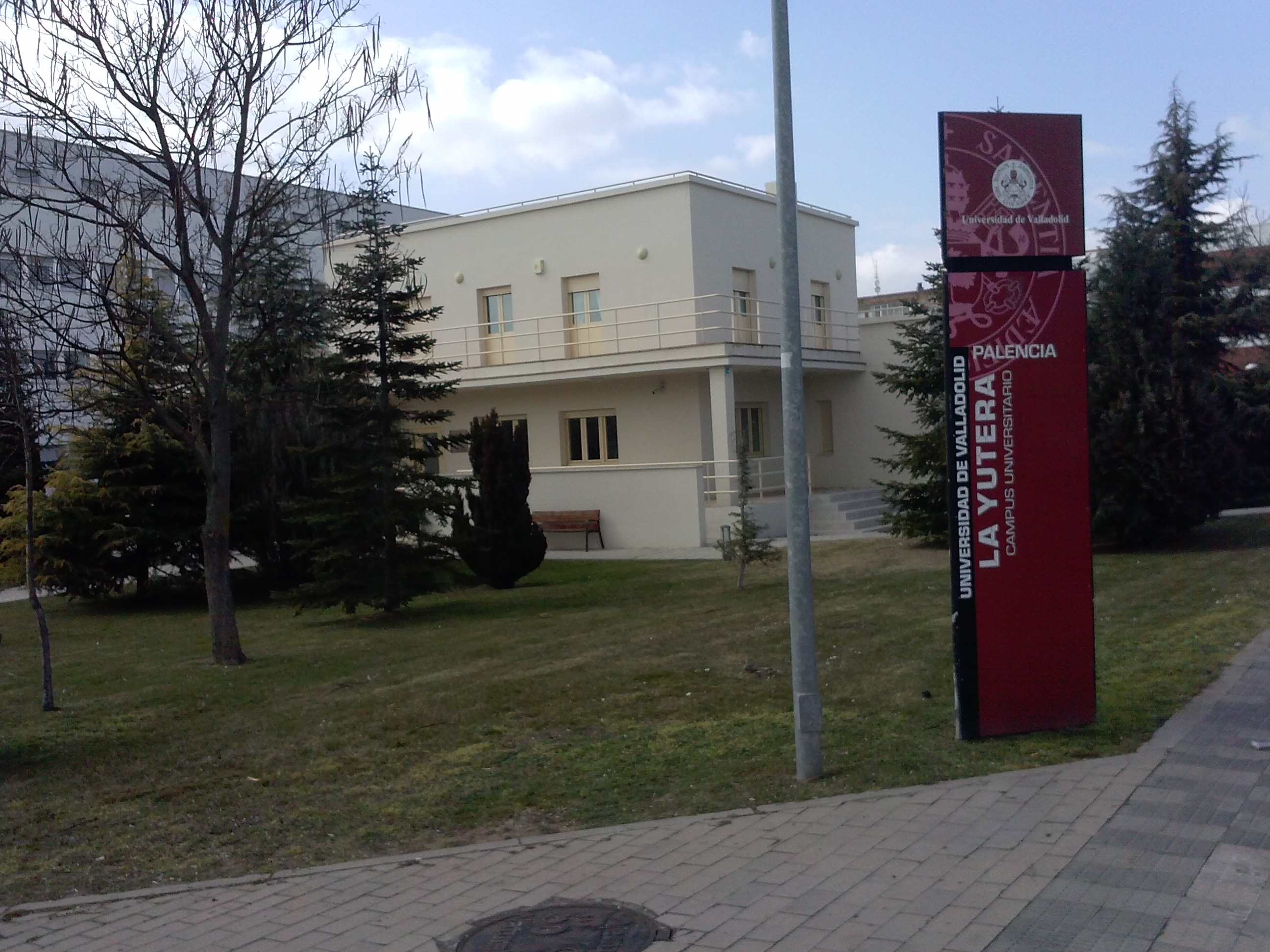
Campus de la Yutera, lugar donde ha desarrollado la inmensa mayoría de toda su carrera profesional.

Tras obtener el doctorado, comenzó a trabajar dentro del sector privado como ingeniero proyectista y director de obra en diferentes ciudades del país, como Murcia, Burgos, Valencia y posteriormente Lugo al ser contratado por la Empresa de Transformación Agraria, S.A. (Grupo Tragsa). 
Ya en el mes de noviembre de 1993 abandonó el sector privado y volvió a Castilla y León para empezar a trabajar como profesor titular en la Escuela Técnica Superior de Ingenierías Agrarias de Palencia de la Universidad de Valladolid.
Como profesor ha desarrollado toda su actividad docente dentro del Departamento de Ingeniería Agrícola e Ingeniería Forestal, donde se dedicaba a impartir diferentes asignaturas, entre las que cabe destacar las asignaturas de Maquinaria de las Industrias Alimentarias en la titulación de Ingeniero Técnico Agrícola, Diseño de Máquinas y Equipos Industriales en la titulación de Ingeniero Agrónomo e Ingeniería Enológica y Diseño de Bodegas en la titulación de Enología. 
Dentro del Campus de la Yutera en Palencia, también ejerció desde 1994 hasta el 2000 como Secretario y desde el 21 de junio de 2006 hasta el 2010 como Vicerrector.
Compaginando su labor docente en el Campus La Yutera, entre el 2004 y febrero de 2012 fue elegido como Delegado en la Provincia de Palencia del Colegio de Ingenieros Agrónomos de Castilla y León y Cantabria (COIACLC).
Actualmente es miembro del Grupo de Investigación Vitivinícola de la Universidad de Valladolid dentro del Subprograma XIX CYTED de la Red Iberoamericana de Vitivinicultura. Es miembro del Grupo de Investigación Reconocidos de la Universidad en Viticultura y Enología (GIRVITEN) que forma parte del Grupo de investigación UVaMOX, el cual tiene el Reconocimiento de Unidad de Investigación Consolidada de la Junta de Castilla y León. Y es el Coordinador del Aula Siemens de la Universidad en la Escuela Técnica Superior de Ingenierías Agrarias de Palencia y del Grado en Ingeniería de las Industrias Agrarias y Alimentarias de la Universidad de Valladolid.
En el ámbito científico, también es ponente en numerosos congresos, conferencias y ha impartido cursos enseñando su labor investigadora tanto en España como en otros países, ha escrito para la creación de material didáctico, es autor de numerosos artículos científicos, junto a más compañeros/as de su profesión ha participado escribiendo capítulos en diversos libros y además suele escribir para prestigiosas revistas de su campo profesional tanto nacionales como internacionales, entre las que se encuentran la Journal of Agricultural and Food Chemistry de la American Chemical Society (ACS), ACE Revista de Enología, La Semana Vitivinícola, Food and Bioprocess Technology de la Springer Science+Business Media, Journal of Food Engineering, Avances en ciencias y técnicas enológicas, American Journal of Enology and Viticulture, Alimentación, equipos y tecnología, VDI-Berichte o Analytica Chimica Acta entre otras.

## Política

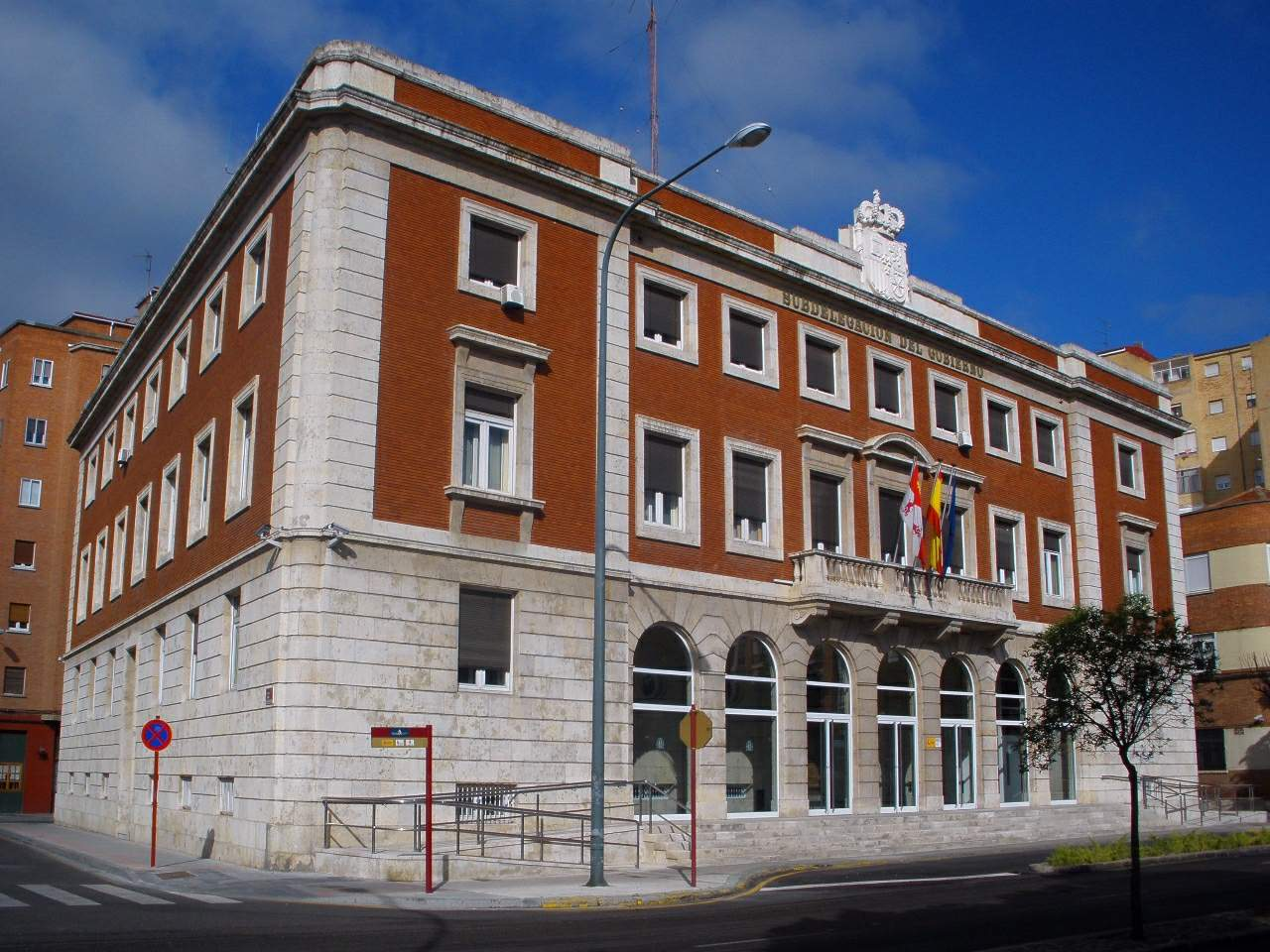
Subdelegación del Gobierno en Palencia.

El día 31 de enero del 2012 dejó en excedencia su trabajo en el campus, debido a que el entonces Delegado del Gobierno en Castilla y León, Ramiro Ruiz Medrano con la aprobación del Consejo de Ministros, nombró a Luis Miguel Cárcel Cárcel como nuevo Subdelegado del Gobierno en Palencia, sustituyendo a Ángel Domingo Miguel Gutiérrez.
Como nuevo Subdelegado del Gobierno en Palencia fue el responsable de coordinar todos los organismos del Gobierno de España en la provincia. Tomó posesión oficial el día lunes 6 de febrero de 2012.
Tras casi 6 años y medio al frente de la Subdelegación del Gobierno, el 28 de junio de 2018 dejó su puesto para incorporarse de nuevo como profesor titular de la Escuela Técnica Superior de Ingenierías Agrarias de Palencia en el curso 2018/2019, ya que desde su nombramiento aseguró que no tenía la intención de estar durante muchos años en la política y que su objetivo era poder regresar algún a la universidad.
Luis Miguel Cárcel Cárcel deja su puesto como Subdelegado del Gobierno en Palencia asegurando que se iba satisfecho y que han sido unos años duros pero muy enriquecedores y paradójicamente le sucede Ángel Domingo Miguel Gutiérrez, el cual le pasó el testigo de este cargo en el 2012.
A pesar de afirmar años atrás su intención de no estar durante mucho tiempo en política y por tanto haber dejado en 2018 su cargo de Subdelegado del Gobierno para regresar a la docencia, finalmente un año más tarde Luis Miguel Cárcel decidió volver de nuevo al mundo de la política para presentarse como número 3 en la lista del Partido Popular presidida por el entonces alcalde palentino Alfonso Polanco a las Elecciones municipales de 2019.

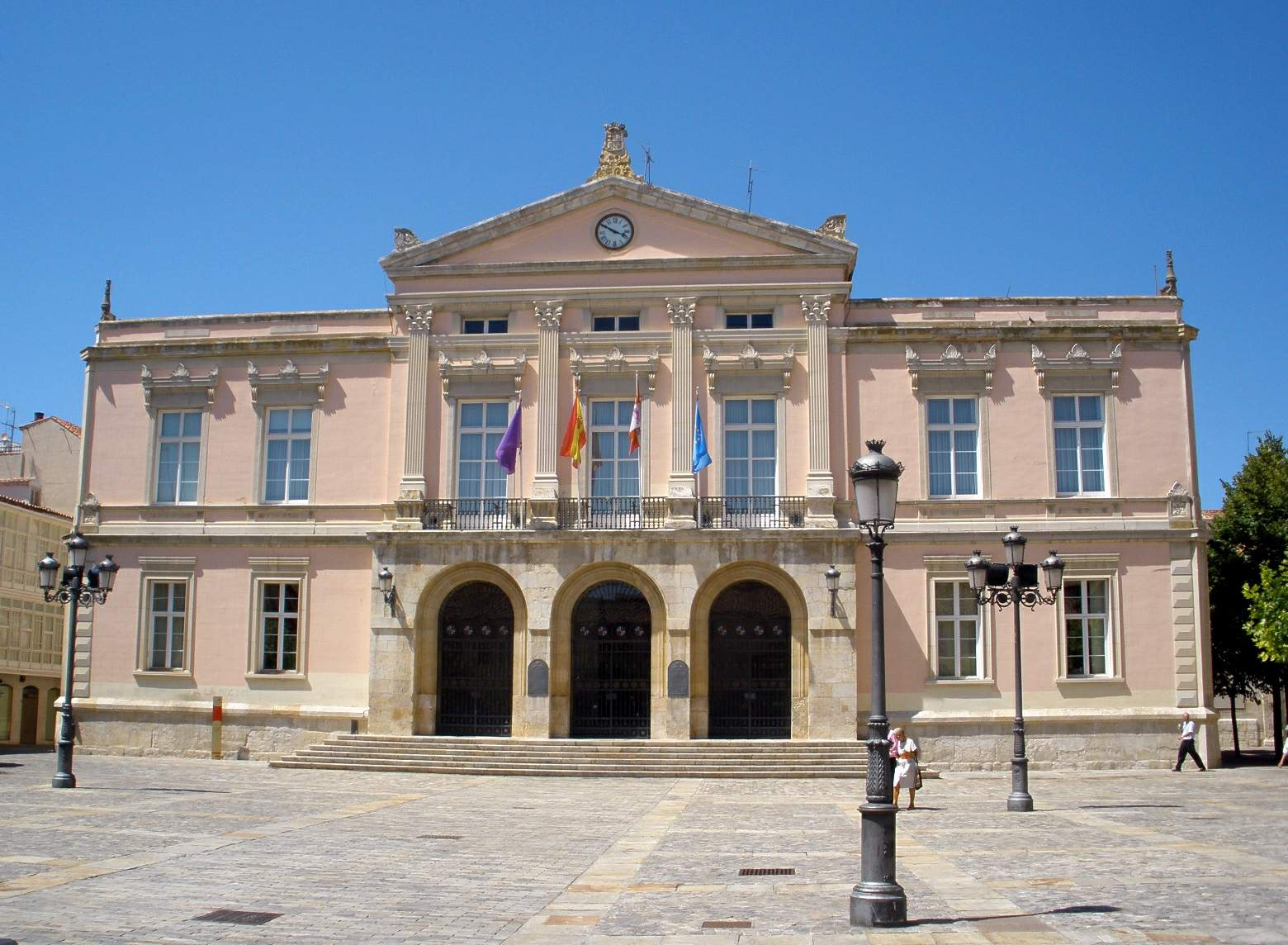
Ayuntamiento de Palencia, donde actualmente es Concejal y Segundo Teniente de la ciudad.

En estas elecciones que tuvieron lugar el día 26 de mayo, su partido perdió la alcaldía con un 33.36 % de los votos, quedando en segundo lugar por detrás del Partido Socialista de la candidata Miriam Andrés. A pesar de que los socialistas obtuvieron la victoria y contaran con el apoyo de la formación morada, Ganemos Palencia, no lograron la mayoría absoluta. Por tanto la alcaldía debería haber recaído sobre los populares, pero dejaron que el candidato de Ciudadanos, Mario Simón Martín que a pesar de obtener solamente 3 escaños, acabase siendo elegido como nuevo alcalde de la ciudad a cambio de que ellos puedan seguir manteniendo el Gobierno de la Junta de Castilla y León.
Finalmente, Luis Miguel Cárcel Cárcel como número 3 en la lista de los populares acabó logrando uno de los 9 escaños que consiguieron y por tanto ha pasado a formar parte de la corporación municipal 2019/2023 como nuevo Segundo Teniente de Alcalde y Concejal Delegado del Área de Hacienda y Contratación del Ayuntamiento de Palencia, sucediendo a Sergio Lozano Blanco en el área de hacienda y a Mª Paloma Rivero Ortega en el área de contratación.
Junto al nuevo alcalde y demás concejales, Luis Miguel Cárcel tomó posesión oficial de sus cargos de Segundo Teniente de Alcalde y concejal Delegado el día 15 de junio tras la celebración del pleno extraordinario de votación para la constitución del nuevo gobierno municipal.
Actualmente, también ha pasado a formar parte de la Junta de Gobierno de la Federación Española de Municipios y Provincias (FEMP) como nuevo vocal de la Comisión de Haciendas y Financiación Local.

## Reconocimientos y condecoraciones

Fotografía de la Cruz que ostenta de la Orden del Mérito Naval.

| Reconocimientos                                                                             |
| ------------------------------------------------------------------------------------------- |
| * Alférez de Fragata Reservista Honorífico de las Fuerzas Armadas de España.                |
| * Mayordomo de la Mayordomía de San Nicolás de Bari.                                        |
| * Pregonero de la Semana Santa 2019 de Requena.                                             |
| * Mantenedor de la Presentación Infantil de la LX Fiesta de la Vendimia de Requena (2007).  |
| * Miembro del Patronato de la Fundación Díaz Caneja.                                        |
| * Alférez de la Cofradía de la Vera Cruz de Requena.                                        |
| * Homenajeado en la Noche del Requenense Ausente.                                           |
| * Mantenedor de la Presentación Infantil de la LXV Fiesta de la Vendimia de Requena (2012). |
| * Cruz de la Orden del Mérito Naval.                                                        |